# Station Rolde
Station Rolde is een voormalig spoorwegstation aan de spoorlijn Assen - Stadskanaal, die in 1905 werd aangelegd door de NOLS (Noordoosterlocaalspoorweg-Maatschappij). Het station werd geopend op 15 juni 1905 en gesloten op 4 mei 1947. Het stationsgebouw is van het type derde klasse en dateert uit 1903. Hetzelfde type is ook nog te vinden in Gramsbergen (1905) en Vroomshoop (1906). Het stationsgebouw werd ontworpen door de Amsterdamse architect Eduard Cuypers.
Tegenwoordig is het stationsgebouw als woonhuis ingericht en rijksmonument 482934.